# Ptecticus alticola
Ptecticus alticola är en tvåvingeart som beskrevs av Mcfadden 1982. Ptecticus alticola ingår i släktet Ptecticus och familjen vapenflugor. Inga underarter finns listade i Catalogue of Life.